# Premiul BAFTA pentru cea mai bună actriță
Premiul BAFTA pentru cea mai bună actriță într-un rol principal este unul dintre premiile acordate de către Academia Britanică de Film și Televiziune în onoarea celei mai bune interpretări feminine în cinematografie.
Din 1952 până în 1967 au existat două categorii de premii pentru cea mai bună actriță: Premiul Academiei Britanice de Film pentru cea mai bună actriță din Anglia și Premiul Academiei Britanice de Film pentru cea mai bună actriță străină. În 1969 aceste premii s-au unit pentru a forma unul singur: Premiul Academiei Britanice de Film pentru cea mai bună actriță. Din 1995, această categorie a fost redenumită Premiul Academiei Britanice de Film pentru cea mai bună actriță într-un rol principal.

## Câștigători și nominalizați

### Cea mai bună actriță britanică 1952–1967
| An   | Portret actriță | Câștigătoare                                                 | Nominalizate |
| ---- | --------------- | ------------------------------------------------------------ | --- |
| 1952 |                 | Vivien Leigh – Un tramvai numit dorință Blanche DuBois       | Ann Todd - The Sound Barrier - Susan Garthwaite Celia Johnson - I Believe in You - Matty Matheson Phyllis Calvert - Mandy - Christine                                                                                     |
| 1953 |                 | Audrey Hepburn – Vacanță la Roma Prințesa Ann                | Celia Johnson - The Captain's Paradise - Maud St. James |
| 1954 |                 | Yvonne Mitchell – The Divided Heart Sonja Slavko             | Brenda De Banzie - Alegerea lui Hobson - Maggie Hobson Audrey Hepburn - Sabrina - Sabrina Fairchild Margaret Leighton - Carrington V.C. - Valerie Carrington Noelle Middleton - Carrington V.C. - Alison L. Graham        |
| 1955 |                 | Katie Johnson – Ucigașii de dame Mme Wilberforce             | Deborah Kerr - Sfârșitul aventurii - Sarah Miles Margaret Johnson - Touch and Go - Helen Fletcher Margaret Lockwood - Proiectează o umbră întunecată - Freda Jeffries                                                     |
| 1956 |                 | Virginia McKenna – A Town Like Alice Jean Paget              | Dorothy Alison - Reach for the Sky - infirmiera Brace Audrey Hepburn - Război și pace - Natașa Rostov |
| 1957 |                 | Heather Sears – The Story of Esther Costello Esther Costello | Deborah Kerr - Ceai și simpatie - Laura Reynolds Sylvia Syms - Woman in a Dressing Gown - Georgie Harlow |
| 1958 |                 | Irene Worth – Orders to Kill Leonie                          | Virginia McKenna - Carve Her Name with Pride - Violette Szabo Hermione Baddeley - Drumul spre înalta societate - Elspeth                                                                                                  |
| 1959 |                 | Audrey Hepburn – Povestea unei călugărițe Gabrielle          | Peggy Ashcroft - The Nun's Story - mama Mathilde Yvonne Mitchell - Sapphire - Mildred Sylvia Syms - No Trees in the Street - Hetty Kay Walsh - The Horse's Mouth - Miss. Coker Wendy Hiller - Separate Tables -Pat Cooper |
| 1960 |                 | Rachel Roberts – Sâmbătă seara, duminică dimineața Brenda    | Hayley Mills - Pollyanna - Pollyanna Wendy Hiller - Sons and Lovers - Gertrude Morel |
| 1961 |                 | Dora Bryan – Gustul mierii Helen                             | Deborah Kerr - Ferma din câmpie - Ida Carmody Hayley Mills - Whistle Down the Wind - Kathy Bostock |
| 1962 |                 | Leslie Caron – Camera în formă de L Jane Fosset              | Virginia Maskell - The Wild and the Willing - Virginia Chown Janet Munro - Life for Ruth - Pat Harris |
| 1963 |                 | Rachel Roberts – Viata sportivă Margaret Hammond             | Julie Christie - Billy mincinosul - Liz Edith Evans - Tom Jones - Miss Western Sarah Miles - Servitorul - Vera Barbara Windsor - Sparrows Can't Sing - Maggie Gooding                                                     |
| 1964 |                 | Audrey Hepburn – Șarada Regina Lampert                       | Edith Evans - The Chalk Garden - Mrs. St. Maugham Deborah Kerr - The Chalk Garden - Mrs. Madrigal Rita Tushingham - Fata cu ochi verzi - Kate Brady                                                                       |
| 1965 |                 | Julie Christie – Darling Diana Scott                         | Julie Andrews - The Americanization of Emily / Sunetul muzicii - Emily Barham / Maria Maggie Smith - Young Cassidy - Nora Rita Tushingham - Șpilul... și cum să-l dobândești - Nancy Jones                                |
| 1966 |                 | Elizabeth Taylor – Cui i-e frică de Virginia Woolf? Martha   | Julie Christie - Doctor Jivago / Fahrenheit 451 - Lara Antipova / Linda Montag/Clarisse Lynn Redgrave - Georgy Girl - Georgina "Georgy" Parkin Vanessa Redgrave - Morgan: A Suitable Case for Treatment - Leonie Delt     |
| 1967 |                 | Edith Evans – The Whisperers Mrs. Ross                       | Barbara Jefford - Ulysses - Molly Bloom Elizabeth Taylor - Femeia îndărătnică - Katharina |

## Cea mai bună actriță străină (1952–1967)
| An   | Portret actriță | Câștigătoare                                                 | Nominalizate |
| ---- | --------------- | ------------------------------------------------------------ | --- |
| 1952 |                 | Simone Signoret – Casca de aur Marie                         | Edwige Feuillère - Olivia - Julie Katharine Hepburn - Pat and Mike - Patricia „Pat” Pemberton Judy Holliday - De-a regasirea - Florence Keefer Nicole Stéphane - Copiii teribili - Elisabeth |
| 1953 |                 | Leslie Caron – Lili Lili Daurier                             | Shirley Booth - Iubire pierdută - Lola Delaney Marie Powers - Medium - Flora Maria Schell - The Heart of the Matter - Helen Rolt |
| 1954 |                 | Cornell Borchers – The Divided Heart Inga Hartl              | Shirley Booth - About Mrs. Leslie - Mrs. Vivien Leslie Judy Holliday - Phffft! - Nina Tracey Grace Kelly - Cu C de la Crimă - Margot Wendice Gina Lollobrigida - Pâine, dragoste și fantezie - Maria de Ritis |
| 1955 |                 | Betsy Blair – Marty Clara                                    | Dorothy Dandridge - Carmen Jones - Carmen Jones Judy Garland - S-a născut o stea - Esther Blodgett / Vicki Lester Julie Harris - I Am a Camera - Sally Bowles Katharine Hepburn - De-a lungul verii - Jane Hudson Grace Kelly - O viață pe scenă - Georgie Elgin Giulietta Masina - La Strada - Gelsomina Marilyn Monroe - Șapte ani de căsnicie - Fata                                                                                         |
| 1956 |                 | Anna Magnani – The Rose Tattoo Serafina Delle Rose           | Carroll Baker - Baby Doll -Baby Doll Meighan Ava Gardner - Bhowani Junction - Victoria Jones Maria Schell - Gervaise - Gervaise Macquart Jean Simmons - Băieți și fete - Sarah Brown Susan Hayward - I'll Cry Tomorrow - Lillian Roth Kim Novak - Picnic - Marjorie "Madge" Owens Marisa Pavan - The Rose Tattoo - Rosa Delle Rose Eva Dahlbeck - Surâsul unei nopți de vară - Desiree Armfeldt Shirley MacLaine - Necazuri cu Harry - Jennifer |
| 1957 |                 | Simone Signoret – Vrăjitoarele din Salem Elizabeth Proctor   | Augusta Dabney - That Night! - Maggie Bowden Katharine Hepburn - Omul care aduce ploaia - Lizzie Curry Marilyn Monroe - Prințul și dansatoarea - Elsie Marina Lilli Palmer - Anastasia - Die letzte Zarentochter - Anna Anderson Eva Marie Saint - Apă de ploaie - Celia Pope Joanne Woodward - The Three Faces of Eve Eve White / Eve Black / Jane                                                                                             |
| 1958 |                 | Simone Signoret – Drumul spre înalta societate Alice Aisgill | Karuna Bannerjee - The Unvanquished - Sarbojaya Ray Elizabeth Taylor - Pisica pe acoperișul fierbinte - Maggie Pollit Ingrid Bergman - The Inn of the Sixth Happiness - Gladys Aylward Tatyana Samojlova - Zboară cocorii - Veronika Joanne Woodward - No Down Payment - Leola Boone Giulietta Masina - Nopțile Cabiriei - Cabiria Anna Magnani - Wild Is the Wind - Gioia                                                                      |
| 1959 |                 | Shirley MacLaine – Ask Any Girl Meg Wheeler                  | Ava Gardner - On the Beach - Moira Davidson Susan Hayward - I Want to Live! - Barbara Graham Ellie Lambeti - A Matter of Dignity- Chloe Pella Rosalind Russell - Auntie Mame- Mame Dennis |
| 1960 |                 | Shirley MacLaine – Apartamentul Fran Kubelik                 | Pier Angeli - The Angry Silence - Anna Curtis Melina Mercouri - Never on Sunday - Illya Emmanuelle Riva - Hiroshima, dragostea mea - Ea Jean Simmons - Elmer Gantry - Sharon Falconer Monica Vitti - Aventura- Claudia |
| 1961 |                 | Sophia Loren – Ciociara Cesira                               | Annie Girardot - Rocco și frații săi - Nadia Piper Laurie - Escrocul - Sarah Packard Claudia McNeil - A Raisin in the Sun - Lena Younger Jean Seberg - Cu sufletul la gură - Patricia Franchini |
| 1962 |                 | Anne Bancroft – Miracol în Alabama Annie Sullivan            | Harriet Andersson - Through a Glass Darkly - Katrin Anouk Aimée - Lola - Lola Melina Mercouri - Phaedra - Phaedra Jeanne Moreau - Jules and Jim - Catherine Geraldine Page - Dulcea pasăre a tinereții - Alexandra del Lago Natalie Wood - Splendoare în iarbă - Deanie Loomis |
| 1963 |                 | Patricia Neal – Hud, texanul Alma Brown                      | Joan Crawford - Ce s-a întâmplat cu Baby Jane - Blanche Hudson Bette Davis - Ce s-a întâmplat cu Baby Jane - Baby Jane Hudson Lee Remick - Zile cu vin si trandafiri - Kirsten Arnesen Clay Daniela Rocca - Divorț italian - Rosalia Cefalù |
| 1964 |                 | Anne Bancroft – Mâncătorul de dovleac Jo Armitage            | Kim Stanley - Séance on a Wet Afternoon - Myra Savage Ava Gardner - Noaptea iguanei - Maxine Faulk Shirley MacLaine - Irma la Douce & What a Way to Go! - Irma la Douce & Louisa Foster |
| 1965 |                 | Patricia Neal – Război pe mare Maggie Haines                 | Jane Fonda - Cat Ballou - Catherine Ballou Lila Kedrova - Zorba Grecul - Madame Hortense Simone Signoret - Corabia nebunilor - La Condesa |
| 1966 |                 | Jeanne Moreau – Viva Maria! Maria I                          | Brigitte Bardot - Viva Maria! - Maria II Joan Hackett - The Group - Dottie Renfrew Simone Signoret - Compartimentul ucigașilor - Éliane Darrès |
| 1967 |                 | Anouk Aimée – Un bărbat și o femeie Anne Gauthier            | Bibi Andersson - Persona & My Sister, My Love - Alma / Charlotte Jane Fonda - Desculț în parc - Corie Bratter Simone Signoret - Afacere Mortala - Elsa Fennan |

## Cea mai bună actriță în rol principal (1968–prezent)

#### 1968–1979
| An   | Portret actriță | Câștigătoare                                                                                            | Nominalizate |
| ---- | --------------- | --- | --- |
| 1968 |                 | Katharine Hepburn – Leul în iarnă & Ghici cine vine la cină Eleanor de Aquitania / Christina Drayton    | Anne Bancroft - Absolventul - Mrs. Robinsonv Catherine Deneuve - Frumoasa zilei - Séverine Serizy Joanne Woodward - Rachel, Rachel - Rachel Cameron                                                                                        |
| 1969 |                 | Maggie Smith – The Prime of Miss Jean Brodie Jean Brodie                                                | Mia Farrow - Secret Ceremony & Copilul lui Rosemary & John and Mary - Cenci / Rosemary Woodhouse / Mary Glenda Jackson - Women in Love - Gudrun Brangwen Barbra Streisand - Funny Girl & Hello Dolly! - Fanny Brice & Dolly Gallagher Levi |
| 1970 |                 | Katharine Ross – Butch Cassidy și Sundance Kid & Tell Them Willie Boy Is Here Etta Place / Lola         | Jane Fonda - Și caii se împușcă, nu-i așa? - Gloria Beatty Goldie Hawn - Floarea de cactus & Mi-a căzut o fată în supă - Toni Simmons / Marion Sarah Miles - Fiica lui Ryan - Rosy Ryan                                                    |
| 1971 |                 | Glenda Jackson – Duminica însângerată Alex Greville                                                     | Lynn Carlin - Desprinderea - Lynn Tyne Julie Christie - Mesagerul - Marian Jane Fonda - Klute - Bree Daniels Nanette Newman - The Raging Moon - Jill Matthews                                                                              |
| 1972 |                 | Liza Minnelli – Cabaret Sally Bowles                                                                    | Stéphane Audran - The Butcher - Hélène Anne Bancroft - Tânărul Winston - Lady Randolph Churchill Dorothy Tutin - Mesia salbatic - Sophie Brzeska                                                                                           |
| 1973 |                 | Stéphane Audran – Just Before Nightfall & Farmecul discret al burgheziei Hélène Masson / Alice Sénéchal | Julie Christie - Nu privi acum - Laura Baxter Glenda Jackson - O notă de distincție - Vicki Allessio Diana Ross - Lady Sings the Blues - Billie Holiday                                                                                    |
| 1974 |                 | Joanne Woodward – Dorințe de vară, vise de iarnă Rita Walden                                            | Faye Dunaway - Chinatown - Evelyn Mulwray Barbra Streisand - Cei mai frumoși ani - Katie Morosky Cicely Tyson - The Autobiography of Miss Jane Pittman - Jane Pittmann                                                                     |
| 1975 |                 | Ellen Burstyn – Alice nu mai locuiește aici Alice Hyatt                                                 | Anne Bancroft - Prizonierul din Manhattan - Edna Edison Valerie Perrine - Lenny - Honey Harlow Liv Ullmann - Scene dintr-o căsnicie - Marianne                                                                                             |
| 1976 |                 | Louise Fletcher – Zbor deasupra unui cuib de cuci asistenta Ratched                                     | Lauren Bacall - Pistolarul - Bond Rogers Rita Moreno - In stil mare - Googie Gomez Liv Ullmann - Face to Face - Jenny Isaksson |
| 1977 |                 | Diane Keaton – Annie Hall                                                                               | Faye Dunaway - Reteaua - Diana Christensen Shelley Duvall - 3 femei - Millie Lammoreaux Lily Tomlin - The Late Show - Margo Sperling |
| 1978 |                 | Jane Fonda – Julia Lillian Hellman                                                                      | Anne Bancroft - Pas decisiv - Emma Jacklin Jill Clayburgh - O femeie necăsătorită - Erica Benton Marsha Mason - Adio, dar rămân cu tine! - Paula McFadden                                                                                  |
| 1979 |                 | Jane Fonda – Sindromul chinezesc Kimberly Wells                                                         | Diane Keaton - Manhattan - Mary Wilkie Maggie Smith - Hotel California - Diana Barrie Meryl Streep - Vânătorul de cerbi - Linda |

### Anii 1980
| An   | Portret actriță | Câștigătoare                                                      | Nominalizate |
| ---- | --------------- | ----------------------------------------------------------------- | --- |
| 1980 |                 | Judy Davis – Cariera mea strălucitoare Sybylla Melvyn             | Shirley MacLaine - Un grădinar face carieră - Eve Rand Bette Midler - Rose - Mary Rose Foster Meryl Streep - Kramer vs. Kramer - Joanna Kramer            |
| 1981 |                 | Meryl Streep – Iubita locotenentului francez Anna / Sara Woodruff | Mary Tyler Moore - Oameni obișnuiți - Beth Jarrett Maggie Smith - Quartet - Lois Heidler Sissy Spacek - Fata de miner - Loretta Lynn                      |
| 1982 |                 | Katharine Hepburn – Pe heleșteul auriu Ethel Thayer               | Diane Keaton - Roșii - Louise Bryant Jennifer Kendal - 36 Chowringhee Lane - Violet Stoneham Sissy Spacek - Dispărutul - Beth Horman                      |
| 1983 |                 | Julie Walters – Meditațiile Ritei Rita                            | Jessica Lange - Tootsie - Julie Nichols Phyllis Logan - Another Time, Another Place - Janie Meryl Streep - Alegerea Sophiei - Sophie Zawistowska          |
| 1984 |                 | Maggie Smith – Porcul regal Joyce Chilvers                        | Shirley MacLaine - Vorbe de alint - Aurora Greenaway Helen Mirren - Cal - Marcella Meryl Streep - Silkwood - Karen Silkwood                               |
| 1985 |                 | Peggy Ashcroft – Călătorie în India Mrs. Moore                    | Mia Farrow - Trandafirul roșu din Cairo - Cecilia Kelly McGillis - Martorul - Rachel Lapp Alexandra Pigg - Scrisoare către Brejnev - Elaine               |
| 1986 |                 | Maggie Smith – Cameră cu priveliște Charlotte Bartlett            | Mia Farrow - Hannah și surorile ei - Hannah Meryl Streep - Departe de Africa - Karen Blixen Cathy Tyson - Mona Lisa - Simone                              |
| 1987 |                 | Anne Bancroft – Strada Charring Cross, nr. 84 Helene Hanff        | Emily Lloyd - Dac-ai fi fost aici... - Lynda Mansell Sarah Miles - Glorie și speranță - Grace Rowan Julie Walters - Personal Services - Christine Painter |
| 1988 |                 | Maggie Smith – Pasiunea lui Judith Judith Hearne                  | Stéphane Audran - Ospățul Babettei - Babette Hersant Cher - Moonstruck - Loretta Castorini Jamie Lee Curtis - Un peștisor pe nume Wanda - Wanda Gershwitz |
| 1989 |                 | Pauline Collins – Shirley Valentine                               | Glenn Close - Legături periculoase - marchiza de Merteuil Jodie Foster - Acuzata - Sarah Tobias Melanie Griffith - O femeie face carieră - Tess McGill    |

### Anii 1990
| An   | Portret actriță | Câștigătoare                                                | Nominalizate |
| ---- | --------------- | ----------------------------------------------------------- | --- |
| 1990 |                 | Jessica Tandy – Șoferul Doamnei Daisy Daisy Werthan         | Shirley MacLaine - Salutări din Hollywood - Doris Mann Michelle Pfeiffer - Formidabilii Baker-Boys - Susie Diamond Julia Roberts - Frumușica - Vivian «Viv» Ward           |
| 1991 |                 | Jodie Foster – Tăcerea mieilor Clarice Starling             | Geena Davis - Thelma și Louise - Thelma Dickinson Susan Sarandon - Thelma și Louise - Louise Sawyer Juliet Stevenson - Truly Madly Deeply - Nina                           |
| 1992 |                 | Emma Thompson – Întoarcere la Howards End Margaret Schlegel | Judy Davis - Soți și soții - Sally Tara Morice - Dansuri de societate - Fran Jessica Tandy - Roșii verzi prăjite - Ninny Threadgoode                                       |
| 1993 |                 | Holly Hunter – Pianul Ada McGrath                           | Miranda Richardson - Tom & Viv - Vivienne Haigh-Wood Emma Thompson - Rămășițele zilei - Miss Kenton Debra Winger -Tărâmul umbrelor - Joy Gresham                           |
| 1994 |                 | Susan Sarandon – Clientul Reggie Love                       | Linda Fiorentino - Last Seduction - Bridget Gregory / Wendy Kroy Irène Jacob - Trei culori: Roșu - Valentine Dussaut Uma Thurman - Pulp Fiction - Mia Wallace              |
| 1995 |                 | Emma Thompson – Rațiune și simțire Elinor Dashwood          | Nicole Kidman - Pe viață și pe moarte - Suzanne Stone Maretto Helen Mirren - Nebunia regelui George - Regina Charlotte Elisabeth Shue - Leaving Las Vegas - Sera           |
| 1996 |                 | Brenda Blethyn – Secrete și minciuni Cynthia Purley         | Frances McDormand - Fargo - Marge Gunderson Kristin Scott Thomas - Pacientul englez - Katharine Clifton Emily Watson - Abisul sufletului - Bess McNeill                    |
| 1997 |                 | Judi Dench – Mrs. Brown Regina Victoria                     | Kim Basinger - L.A. Confidential - Lynn Bracken Kathy Burke - Nil by Mouth - Valerie Helena Bonham Carter - The Wings of the Dove - Kate Croy                              |
| 1998 |                 | Cate Blanchett – Elizabeth Regina Elizabeth I               | Jane Horrocks - Little Voice - Laurie Hoff / Little Voice Gwyneth Paltrow - Shakespeare îndrăgostit - Viola De Lesseps Emily Watson - Hilary și Jackie - Jacqueline du Pré |
| 1999 |                 | Annette Bening – Frumusețe americană Carolyn Burnham        | Linda Bassett - Orient în occident - Ella Khan Julianne Moore - Sfârșitul aventurii - Sarah Miles Emily Watson - Les Cendres d'Angela - Angela McCourt                     |

### Anii 2000
| An   | Portret actriță | Câștigătoare                                                                  | Nominalizate |
| ---- | --------------- | ----------------------------------------------------------------------------- | --- |
| 2000 |                 | Julia Roberts – Erin Brockovich                                               | Juliette Binoche - Ciocolată cu dragoste - Vianne Rocher Kate Hudson - Aproape celebri - Penny Lane Hilary Swank - Boys Don't Cry - Teena Brandon Michelle Yeoh - Tigru și dragon - Yui Hsui Lien                                                |
| 2001 |                 | Judi Dench – Iris Iris Murdoch                                                | Nicole Kidman - Ceilalți - Grace Stewart Sissy Spacek - În dormitor - Ruth Fowler Audrey Tautou - Le Fabuleux Destin d'Amélie Poulain - Amélie Poulain Renée Zellweger - Jurnalul lui Bridget Jones - Bridget Jones                              |
| 2002 |                 | Nicole Kidman – Orele Virginia Woolf                                          | Halle Berry - Puterea dragostei - Leticia Musgrove Salma Hayek - Frida - Frida Kahlo Meryl Streep - Orele - Clarissa Vaughan Renée Zellweger - Chicago - Roxie Hart                                                                              |
| 2003 |                 | Scarlett Johansson – Rătăciți printre cuvinte Charlotte                       | Scarlett Johansson - Fata cu cercel de perlă - Griet Anne Reid - Dragoste de mamă - May Uma Thurman - Kill Bill : Volume 1 - Beatrix Kiddo Naomi Watts - 21 de grame - Cristina Peck                                                             |
| 2004 |                 | Imelda Staunton – Vera Drake Vera                                             | Charlize Theron - Monstrul - Aileen Wuornos Kate Winslet - Strălucirea eternă a minții neprihanite - Clementine Kruczynski Kate Winslet - În căutarea Tărâmului de Nicăieri - Sylvia Llewelyn Davies Zhang Ziyi - Casa săbiilor zburătoare - Mei |
| 2005 |                 | Reese Witherspoon – Walk the Line - Povestea lui Johnny Cash June Carter Cash | Judi Dench - Generoasa doamnă Henderson - Laura Henderson Charlize Theron - Ținutul din nord - Josey Aimes Rachel Weisz - The Constant Gardener - Tessa Quayle Zhang Ziyi - Memoriile unei gheișe - Chiyo puis Sayuri                            |
| 2006 |                 | Helen Mirren – Regina Elisabeta a II a Regatului Unit                         | Penélope Cruz - Volver - Raimunda Judi Dench - Jurnalul unui scandal - Barbara Covett Meryl Streep - Diavolul se îmbracă de la Prada - Miranda Priestly Kate Winslet - Mici copii - Sarah Pierce                                                 |
| 2007 |                 | Marion Cotillard – La vie en rose Édith Piaf                                  | Cate Blanchett - Elizabeth: Epoca de aur - Elisabeta I a Angliei Julie Christie - Departe de ea - Fiona Anderson Keira Knightley - Remușcare - Cecilia Tallis Ellen Page - Juno - Juno MacGuff                                                   |
| 2008 |                 | Kate Winslet – Cititorul Hanna Schmitz                                        | Angelina Jolie - Schimbul - Christine Collins Kristin Scott Thomas - Il y a longtemps que je t'aime - Juliette Fontaine Meryl Streep - Doubt - sora Aloysious Beauvier Kate Winslet - Nonconformiștii - April Wheeler                            |
| 2009 |                 | Carey Mulligan – O lecție de viață Jenny Mellor                               | Saoirse Ronan - Lovely Bones - Susie Salmon Gabourey Sidibe - Precious - Claireece Precious Jones Meryl Streep - Julie & Julia - Julia Child Audrey Tautou - Coco Before Chanel - Coco Chanel                                                    |

### Anii 2010
| An   | Portret actriță | Câștigătoare                                                                      | Nominalizate |
| ---- | --------------- | --------------------------------------------------------------------------------- | --- |
| 2010 |                 | Natalie Portman – Lebăda neagră Nina Sayers                                       | Annette Bening – Copiii sunt bine-mersi – dr. Nicole "Nic" Allgood Julianne Moore – Copiii sunt bine-mersi – Jules Allgood Noomi Rapace – Fata cu un dragon tatuat – Lisbeth Salander Hailee Steinfeld – Adevăratul curaj – Mattie Ross |
| 2011 |                 | Meryl Streep – Doamna de Fier Margaret Thatcher                                   | Bérénice Bejo – Artistul – Peppy Miller Viola Davis – Culoarea sentimentelor – Aibleen Clark Tilda Swinton – Trebuie să vorbim despre Kevin – Eva Katchadourian Michelle Williams – O săptămână cu Marilyn – Marilyn Monroe             |
| 2012 |                 | Emmanuelle Riva – Iubire Anne Laurent                                             | Jessica Chastain – Misiunea: 00.30 A.M. – Maya Marion Cotillard – Rugină și oase – Stéphanie Jennifer Lawrence – Scenariu pentru happy-end – Tiffany Maxwell Helen Mirren – Hitchcock – Alma Reville                                    |
| 2013 |                 | Cate Blanchett – Blue Jasmine Jeanette „Jasmine” Francis                          | Amy Adams - Țeapă în stil american - Sydney Prosser Sandra Bullock - Gravity - Ryan Ston Judi Dench - Philomena - Philomena Lee Emma Thompson - Saving Mr. Banks: În căutarea poveștii - P. L. Travers                                  |
| 2014 |                 | Julianne Moore – Still Alice Alice Howland                                        | Amy Adams - Big Eyes - Margaret Keane Felicity Jones - Teoria întregului - Jane Wilde Hawking Rosamund Pike - Fata dispărută - Amy Elliott-Dunne Reese Witherspoon - Sălbăticie - Cheryl Strayed                                        |
| 2015 |                 | Brie Larson – Camera Joy "Ma" Newsome                                             | Cate Blanchett - Carol - Carol Aird Saoirse Ronan - Brooklyn - Eilis Lacey Maggie Smith - Doamna din furgonetă - Mary Shepherd / Margaret Fairchild Alicia Vikander - Daneza - Gerda Wegener                                            |
| 2016 |                 | Emma Stone – La La Land Mia Dolan                                                 | Amy Adams - Primul Contact - dr. Louise Banks Emily Blunt - The Girl on the Train - Rachel Watson Natalie Portman - Jackie - Jackie Kennedy Meryl Streep - Florence Foster Jenkins - Florence Foster Jenkins                            |
| 2017 |                 | Frances McDormand – Trei panouri publicitare lângă Ebbing, Missouri Mildred Hayes | Annette Bening - Film Stars Don't Die in Liverpool - Gloria Grahame Sally Hawkins - Forma apei - Elisa Esposito Margot Robbie - Eu, Tonya- Tonya Harding Saoirse Ronan - Lady Bird - Christine "Lady Bird" McPherson                    |
| 2018 |                 | Olivia Colman – The Favourite Anna a Marii Britanii                               | Glenn Close - The Wife - Joan Castleman Viola Davis - Widows - Veronica Rawlings Lady Gaga - A Star is Born - Ally Maine Melissa McCarthy - Can You Ever Forgive Me? - Lee Israel                                                       |
| 2019 |                 | Renée Zellweger – Judy Judy Garland                                               | Jessie Buckley - Wild Rose - Rose-Lynn Harlan Scarlett Johansson - Marriage Story - Nicole Barber Saoirse Ronan - Little Women - Josephine "Jo" March Charlize Theron - Bombshell - Megyn Kelly                                         |

### Anii 2020
| An   | Portret actriță | Câștigătoare                                | Nominalizate |
| ---- | --------------- | ------------------------------------------- | --- |
| 2020 |                 | Frances McDormand – Ținutul nomazilor Fern  | Bukky Bakray – Rocks – Olushola "Rocks" Omotoso Radha Blank – The Forty-Year-Old Version – Radha Blank Vanessa Kirby – Frânturi de femeie – Martha Weiss Wunmi Mosaku – Nu e casa noastră – Rial Majur Alfre Woodard – Clemency – Bernardine Williams                                 |
| 2021 |                 | Joanna Scanlan – După dragoste Mary Hussain | Lady Gaga – Casa Gucci – Patrizia Reggiani Alana Haim – Licorice Pizza – Alana Kane Emilia Jones – CODA – Ruby Rossi Renate Reinsve – Cea mai rea fată din lume – Julie Tessa Thompson – Mirajul identității – Irene Redfield                                                         |
| 2022 |                 | Cate Blanchett – Tár Lydia Tár              | Viola Davis – Femeia rege – General Nanisca Ana de Armas – Blonda – Norma Jeane Mortenson / Marilyn Monroe Danielle Deadwyler – Till – Mamie Till Emma Thompson – Multă baftă, Leo Grande! – Nancy Stokes / Susan Robinson Michelle Yeoh – Orice, oriunde, oricând – Evelyn Quan Wang |
| 2023 |                 | Emma Stone – Sărmane creaturi Bella Baxter  | Fantasia Barrino – The Color Purple – Celie Harris-Johnson Sandra Huller – Anatomia unei prăbușiri – Sandra Voyter Carey Mulligan – Maestro – Felicia Montealegre Vivian Oparah – Rye Lane – Yas Margot Robbie – Barbie – Barbie                                                      |
| 2024 |                 | Mikey Madison – Anora Anora „Ani” Miheeva   | Cynthia Erivo – Vrăjitoarele – Elphaba Thropp Karla Sofía Gascón – Emilia Pérez – Juan "Manitas" Del Monte / Emilia Pérez Marianne Jean-Baptiste – Hard Truths – Pansy Deacon Demi Moore – The Substance – Elisabeth Sparkle Saoirse Ronan – The Outrun – Rona                        |

## Nominalizări multiple
12 nominalizări
- Meryl Streep

8 nominalizări
- Maggie Smith

7 nominalizări
- Anne Bancroft
- Shirley MacLaine

6 nominalizări
- Julie Christie
- Jane Fonda
- Simone Signoret

5 nominalizări
- Cate Blanchett
- Judi Dench
- Audrey Hepburn
- Katharine Hepburn
- Saoirse Ronan
- Emma Thompson
- Kate Winslet

4 nominalizări
- Deborah Kerr
- Helen Mirren
- Joanne Woodward

3 nominalizări
- Amy Adams
- Stephane Audran
- Annette Bening
- Viola Davis
- Edith Evans
- Mia Farrow
- Ava Gardner
- Glenda Jackson
- Scarlett Johansson
- Diane Keaton
- Nicole Kidman
- Frances McDormand
- Sarah Miles
- Julianne Moore
- Sissy Spacek
- Elizabeth Taylor
- Charlize Theron
- Emily Watson
- Renée Zellweger

2 nominalizări
- Anouk Aimée
- Julie Andrews
- Peggy Ashcroft
- Leslie Caron
- Glenn Close
- Marion Cotillard
- Judy Davis
- Faye Dunaway
- Jodie Foster
- Lady Gaga
- Goldie Hawn
- Susan Hayward
- Judy Holliday
- Celia Johnson
- Grace Kelly
- Anna Magnani
- Giulietta Masina
- Virginia McKenna
- Melina Mercouri
- Hayley Mills
- Yvonne Mitchell
- Marilyn Monroe
- Jeanne Moreau
- Carey Mulligan
- Patricia Neal
- Natalie Portman
- Emmanuelle Riva
- Margot Robbie
- Julia Roberts
- Rachel Roberts
- Susan Sarandon
- Maria Schell
- Kristin Scott Thomas
- Jean Simmons
- Emma Stone
- Barbra Streisand
- Sylvia Syms
- Jessica Tandy
- Audrey Tautou
- Uma Thurman
- Rita Tushingham
- Liv Ullmann
- Julie Walters
- Reese Witherspoon
- Michelle Yeoh
- Zhang Ziyi

## Premii multiple
4 premii
- Maggie Smith

3 premii
- Anne Bancroft
- Cate Blanchett
- Audrey Hepburn
- Simone Signoret

2 premii
- Leslie Caron
- Judi Dench
- Jane Fonda
- Katharine Hepburn
- Shirley MacLaine
- Frances McDormand
- Patricia Neal
- Rachel Roberts
- Emma Stone
- Meryl Streep
- Emma Thompson